# Lechín (olivo)
Lechín es el nombre que reciben diversas variedades de olivos (olea europaea) que se cultivan en España. También se le da este nombre a los frutos o aceitunas que producen, los cuales se emplean principalmente para la obtención de aceite de oliva, y en menor medida para aceituna de mesa.

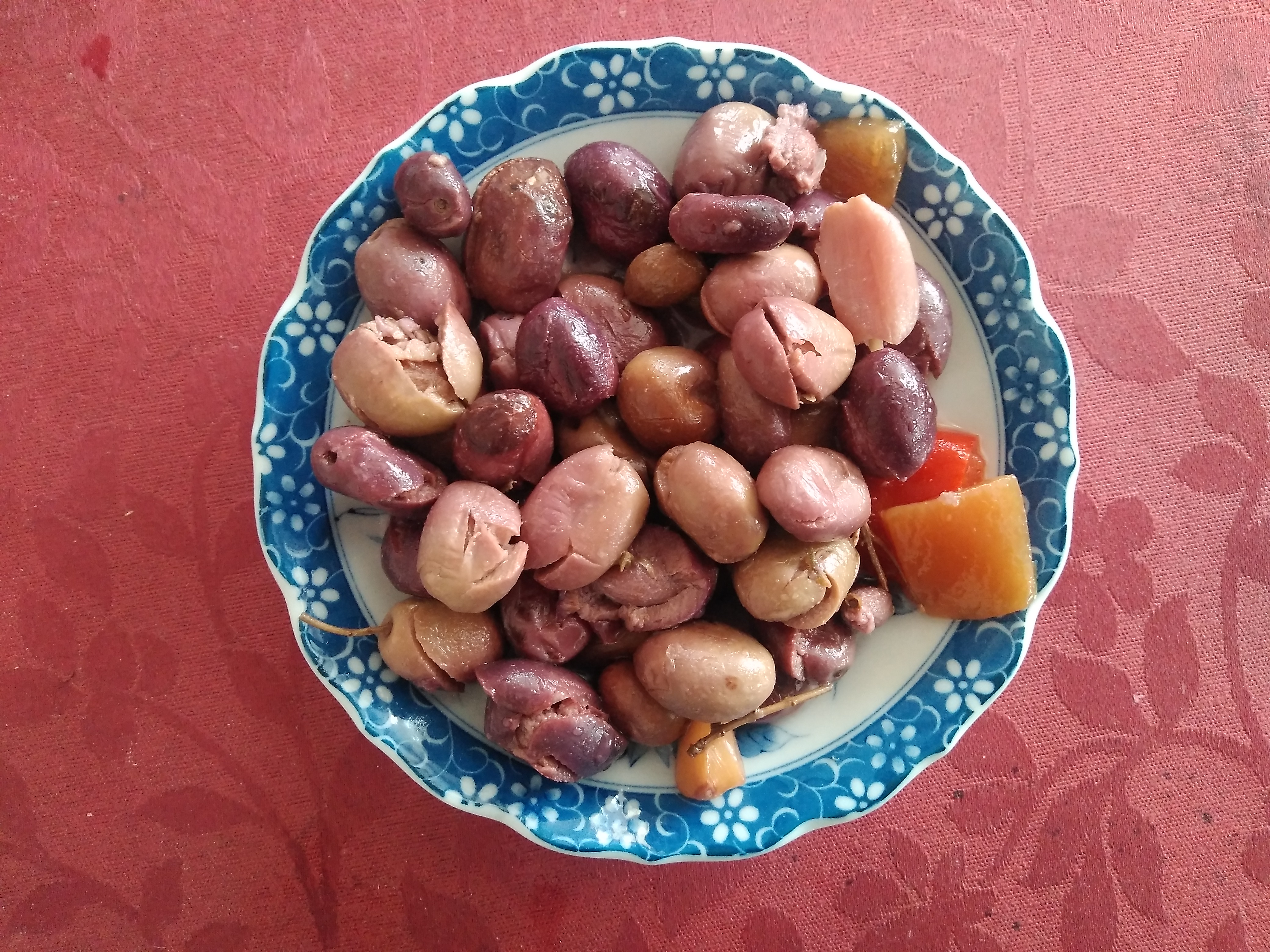
Aceitunas aliñadas, variedad Zorzaleña

## Tipos
- Lechín de Sevilla. locamente recibe otros nombres, como Ecijano en la provincia de Córdoba, Lechino en la sierra de Cádiz y Zorzaleño en diferentes pueblos de la provincia de Sevilla. Es un árbol de gran vigor que se adapta bien a terrenos desfavorables, suelos calizos y de alta salinidad. Es resistente a las heladas y la sequía. Su cultivo ocupa una superficie de 125.000 hectáreas que se extienden principalmente por Andalucía en las provincias de Sevilla, Córdoba y Cádiz. El fruto o aceituna es de maduración temprana y se destina principalmente a la obtención de aceite de oliva, siendo su contenido en aceite medio, aunque de gran calidad. La recolección debe realizarse a mano por su alta adhesión a las ramas.[2][3]